# Chválenice
Chválenice (německy Chwalenitz) jsou obec v okrese Plzeň-město v Plzeňském kraji. Žije v ní 782 obyvatel. Obec je od 1. ledna 2007 součástí okresu Plzeň-město, do konce roku 2006 byla obec součástí okresu Plzeň-jih.

## Historie

### Nejstarší osídlení a první zmínky
Nejstarší historické doklady o existenci Chválenic pocházejí z roku 1275, kdy je doložen štědrý příznivce kladrubského kláštera, vladyka Semislav z Chválenic. Zajímavé je, že teprve o dvacet let později byla Václavem II. založena Nová Plzeň. Nejstarší archivní prameny o vladyckých statcích v Želčanech a Chouzovech jsou z doby o více než sto let později, z let 1377–1379. Osídlení na území někdejší chválenické farnosti je však mnohem starší. V roce 1870 došlo při těžbě kamene na stavbu dnešního nezvěstického mostu Osvobození k archeologickému nálezu v oblasti tzv. Žákavské hory. Šlo o četné artefakty z doby bronzové. Teprve o osm let později se začal zahradník valdštejnského zámku Kozel F. X. Franc soustavně zajímat o pravěké osídlení v údolí řeky Úslavy. Při nich bylo potvrzeno, že v celém říčním údolí od Kozelského polesí až po Srby u Blovic bývalo bohaté pravěké osídlení s bezpočtem mohyl. Nezvěstický nález se dostal do dnešního Národního muzea v Praze, kde je jeho část stále uložena.

### Život kolem přemyslovského hradiště ve Staré Plzni
Zprávy o středověkém osídlení oblasti jsou doloženy v roce 976, kdy bylo bavorské vojsko poraženo pod přemyslovským hradem Plzní, nacházejícím se na dnešním vrchu Hůrka u Starého Plzence. Šlo o hrad, který se v té době mohl významem téměř rovnat hradu pražskému. Kolem Hůrky také procházela významná cesta z Bavor do Prahy, Krakova a Kyjeva.
V roce 1884 se v Želčanech uskutečnil archeologický nález, který naznačuje, že minimálně část dnešní obce Chválenice mohla být osídlena již v raném středověku. Při stavebních pracích v želčanském statku čp. 25 byl objeven keramický džbán obsahující 2116 mincí, denárů z doby vlády knížete Oldřicha a čtyři malé náušnice. Mince – malé stříbrné plíšky – byly vyraženy v domácí vyšehradské mincovně. Většinu mincí prodal hospodář Valdštejnovu zahradníkovi na Kozlu,archeologovi a tajemníkovi plzeňského historického muzea Františku Xaveru Francovi. Právě díky němu jsou dnes ve sbírkách Západočeského muzea v Plzni. Starší a nevelkou částí pokladu byly bavorské mince z 10. století, nad nimiž několikanásobně převládaly české denáry z první poloviny 11. století. Datace mincí předchází o více než dvě stě let první písemnou zmínku o vsi Chválenice a o dalších sto let nejstarší písemné zprávy o Želčanech a Chouzovech.

### Panské sídlo Chválenice a tvrze v okolí
Chválenice byly od 14. století nejen doloženou farní osadou s kostelem, ale podle Semislava a jeho následovníků lze předpokládat, že se zde nacházelo i samostatné vladycké sídlo spojené s místním kostelem svatého Martina. Podobných tvrzí se v dané době nacházelo v okolí velké množství. Velmi zachovalý zbytek tvrziště se nachází v Nezvěsticích. I v nejbližším okolí Chválenic se však nacházelo ve vrcholném středověku mnohem hustější osídlení než dnes. Na západním úbočí Farské skály se nacházely tvrz, hospodářský dvůr a ves Džbánek, patřící pravděpodobně cisterciáckému klášteru v Nepomuku. Poblíž je doložena existence ještě několik dalších, dnes zaniklých vsí – Zboří, Záhoří a Lhotky. Poté, co byl nepomucký klášter v 15. století vypálen husity, byly již v polovině 16. století všechny tyto vsi označovány za pusté. Ve druhé polovině 14. století zanikla dočasně i tvrz ve Chválenicích. Chválenice nyní patřily k vladyckému sídlu v Pokonicích u Žákavy. Tato tvrz se nacházela v ohybu řeky Úslavy mezi Zdemyslicemi a Žákavou. Šlo pravděpodobně o významné sídlo, které však koncem 14. století také zaniklo a centrum vladycké moci se přesunulo do sousední Žákavy.

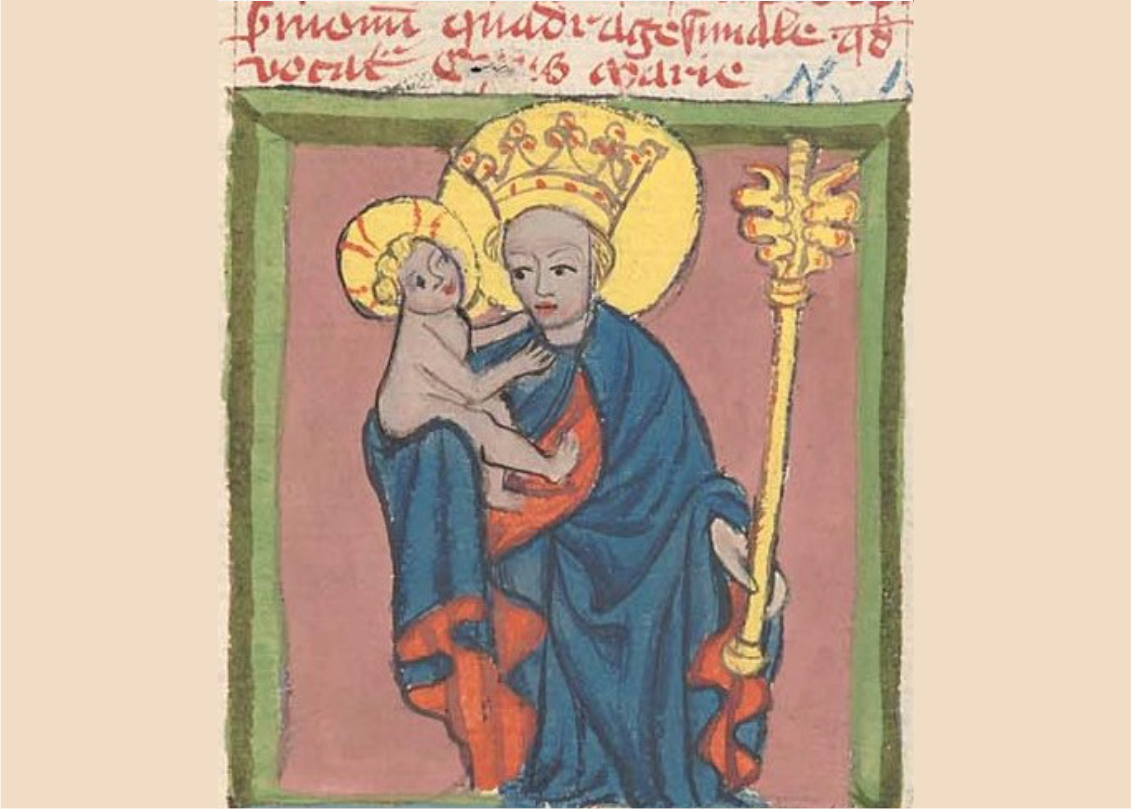
Ukázka ilustrace v jednom z rukopisů chválenického faráře Blažka z Dobřan, uloženém v Národní knihovně ČR (Textus varii, 1434)

### Husitské války a Jiří z Poděbrad
Před husitskými válkami zakoupil Chválenice plzeňský měšťan Tomáš Paviánek, zvaný též Pabiánek. Jeho žena Anna Pabiánková byla horlivou stoupenkyní radikálního plzeňského kazatele Václava Korandy a dokonce u sebe v Plzni na čas ubytovala Jana Žižku. Při odchodu Žižky do jižních Čech spálila na plzeňském náměstí veškerý svůj majetek a vydala se spolu se svým podnájemníkem na Tábor.
Chválenice v té době patřily Pabiánkovým synům, sídlícím na tvrzi v nedalekých Štěnovicích. Pabiánkové po odchodu Jana Žižky a příklonu Plzně ke katolictví z města také odešli, ale pouze do Štěnovic. Plzeňští přesto jejich tvrz oblehli a dobyli. Přítomné členy rodiny při tom vyvraždili. Jako odškodné si Plzeňané vzali majetek Pabiánkových včetně obce Chválenice. Plzeňští dosadili roku 1424 do Chválenic horlivého a velmi vzdělaného katolického kněze Blažka z Dobřan. Blažek proslul jako pilný opisovač knih a textů. Jeho středověké rukopisy jsou dnes uloženy v pražské univerzitní knihovně a v knihovně metropolitní kapituly u sv. Víta v Praze.
Krajina kolem obce byla v té době na horké válečné půdě mezi katolíky a husity. Zatímco plzeňským katolíkům patřil nový královský hrad Radyně, husité drželi hrad Vlčtejn. Po skončení husitských válek, za vlády Jiřího z Poděbrad se zapsal hrad Vlčtejn do historie jako místo podpisu mírové smlouvy mezi kališnickým králem a odbojnou katolickou šlechtou z Jednoty strakonické.
Od druhé poloviny 15. století byly Chválenice opět samostatným vladyckým sídlem, patřícím panošovi Janu Chválenickému z Hodousic. Zdá se ale, že kolem roku 1500 patřila část chválenických pozemků také purkrabímu Bedřichovi z Donína a na Vlčtejně. Ten ve Chválenicích usadil své dva služebníky a lidi svobodné, Jíru a Jana Hošťálkovi. Jak Bedřich z Donína tak Jíra a Jan Hošťálkovi se pak kvůli užívání pozemků dostávali do ostrých sporů s Janem Chválenickým z Hodousic. Roku 1531 již Chválenice patřily k panství Jana Častolára Hradišťského z Hořovic. Po pořízení kšaftu v roce 1541 zdědil celý statek vladyka Častolár Hradišťský z Hořovic. Další zprávy o životě na území dnešní obce Chválenice existují z druhé poloviny 16. století, a to zásluhou rokycanských městských knih. Městu Rokycany byla tehdy poddána ves Želčany, přičemž v textech jsou zmiňováni také obyvatelé Chválenic a Chouzov. Chválenice zůstávaly během druhé poloviny 16. století v majetku rodu Hradišťských z Hořovic. Roku 1588 koupil Častolárův syn Jan Hradišťský od Kryštofa z Roupova vlčtejnské panství včetně vsi Chouzovy.

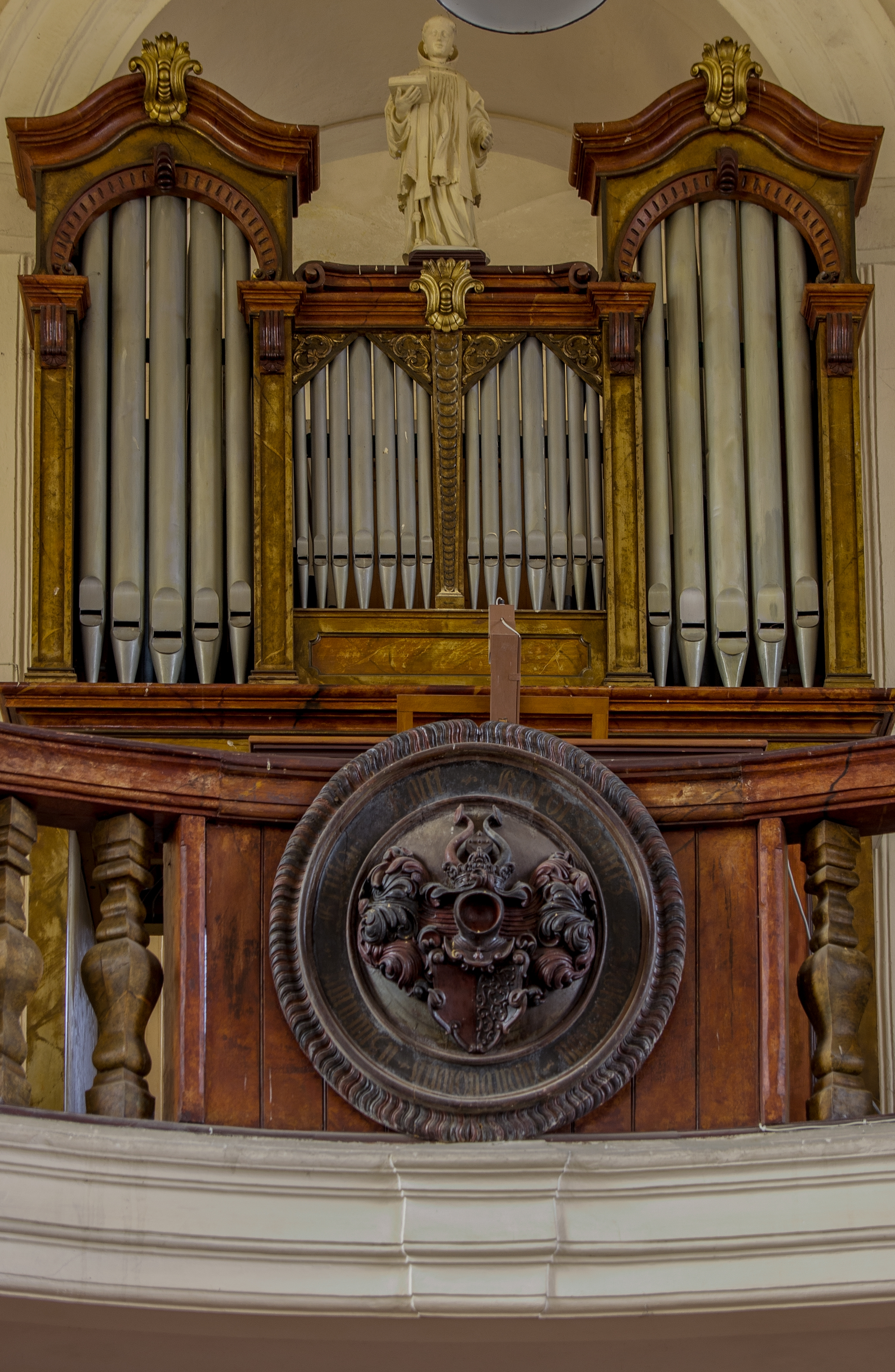
Dřevěný pohřební štít hraběte Kryštofa Karla Kokořovce z Kokořova ve chválenickém kostele svatého Martina

### V době třicetileté války a rekatolizace
V 17. století již Chválenice patřily k nebílovskému panství. Majiteli panství byli Kokořovci, konkrétně Kryštof Karel Kokořovec z Kokořova. V té době v zemi vypukla třicetiletá válka. Kryštof Karel se spolu se svým bratrem, majitelem šťáhlavského panství, postavil na protestantskou stranu sporu a v roce 1618 odmítl věrnost habsburskému císaři Ferdinandu II. Naopak, Kokořovci vítali jako svého krále Fridricha Falckého. Byli pak ztrestáni významnou pokutou, ale nepostihla je konfiskace majetku. V době rekatolizace, v polovině 17. století, se lze v Čechách postupně setkat s několika kněžími, jejichž rod pocházel z Chválenic – děkanem Janem Chválenickým a kaplanem Sebastianem Chválenickým v Náchodě, děkanem Janem Chválenickým v Horšovském Týně a arciděkanem Janem Františkem Chválenickým v Českém Krumlově. Po skončení třicetileté války byly Chválenice zčásti vylidněny. Svědčí o tom údaje z Berní ruly (1654) – z osmnácti dvorů bylo pustých sedm, ze tří drobnějších usedlostí zůstaly pusté tři.
V osmdesátých letech 17. století patřilo nebílovské panství Arnoldu Aloisovi baronu Engelovi z Engelsflussu. V celé zemi probíhala rekatolizace a výstavba poutních kaplí a kostelů. Arnold Alois využil vzrůstajícího kultu svatého Vojtěcha a nechal na Planinách u Chválenic, na místě staré polní kapličky postavit poutní kostel zasvěcený právě sv. Vojtěchovi.
Nejstarší chválenické farní kroniky dokládají, že ve Chválenicích a okolí bylo na přelomu 17. a 18. století velké množství povolání a řemesel. Patřil mezi ně také nově ustavený poustevník u kaple svatého Vojtěcha na Planinách. Ve vsi Chválenice v této působili farář, kaplan, nádvorník (správce farního dvora), rychtář, učitel (doložen od roku 1644), bečvář, hrnčíř, hrobař, kovář, krejčí, krčmář, piksmistr, ovčácký pacholek, ponocný, punčochářka, švadlena, sluhové, vojáci, zedník, žebráci a tuláci.

### V majetku benátského maršála
V roce 1705 zakoupil nebílovské panství vrchní velitel a maršál pozemních vojsk Benátské republiky, Adam Heinrich hrabě von Steinau. Tento muž pocházející z Horních Franků zasvětil celý svůj život vojenské kariéře a v četných válkách proslul nebývalou odvahou a odhodláním. Bojoval nejen ve službách Benátské republiky, ale i ve službách císaře a saského kurfiřta – polského krále. Své hrdinství a schopnosti prokázal v tureckých válkách a v Severní válce o Baltské moře. V Nebílovech zakoupil renesanční tvrz a nechal ji přestavět na reprezentativní zámeček. Zemřel však velmi záhy, roku 1712. Ve své závěti si přál nechat na panství vystavět nový kostel. Místo toho byl barokně přestavěn kostel na Prusinách, do něhož byl hrabě Steinau pohřben.

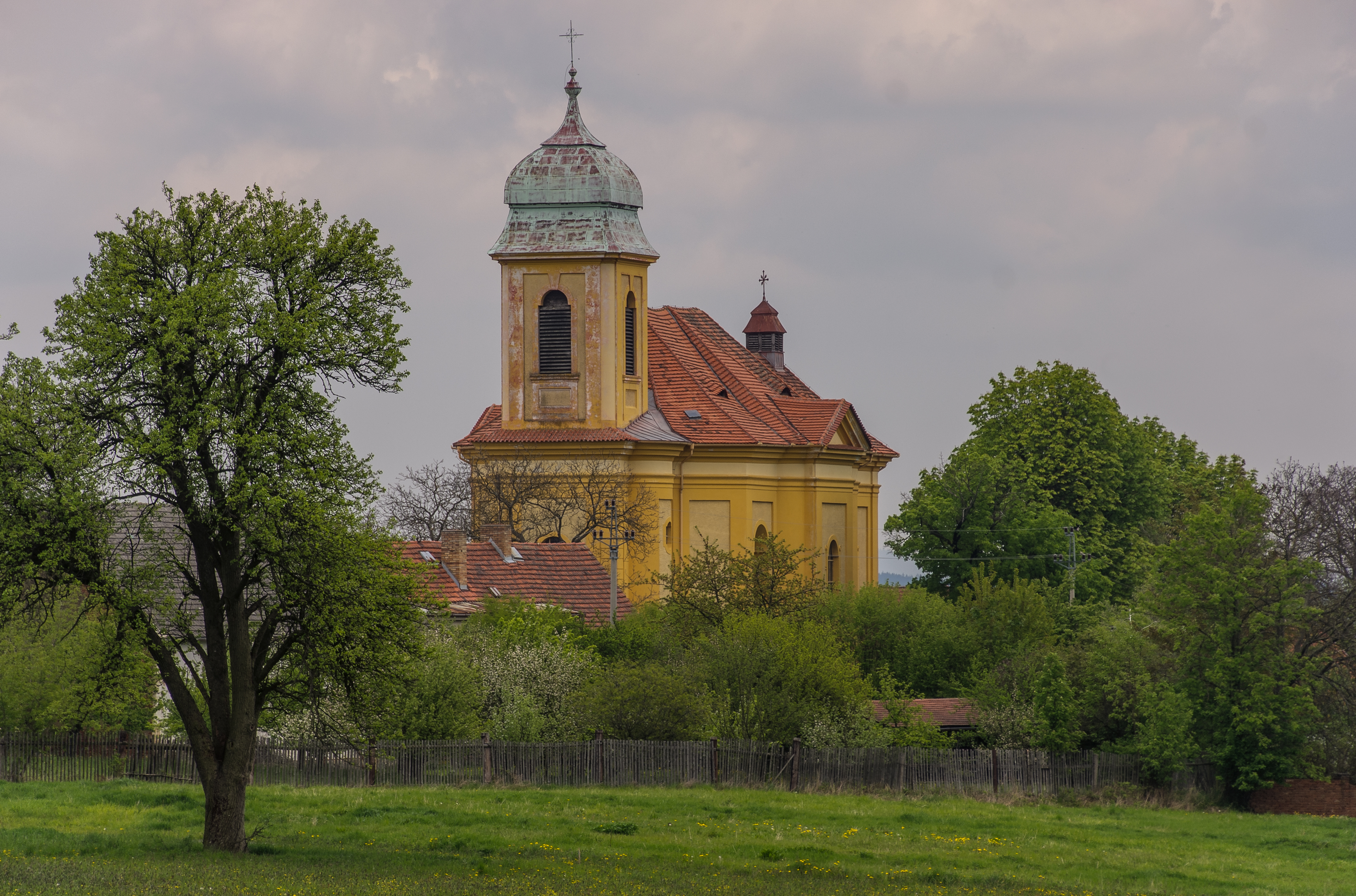
Dientzenhoferův kostel svatého Martina v květnu 2017 – pohled od západu

### Černínové a kostel od K. I. Dientzenhofera

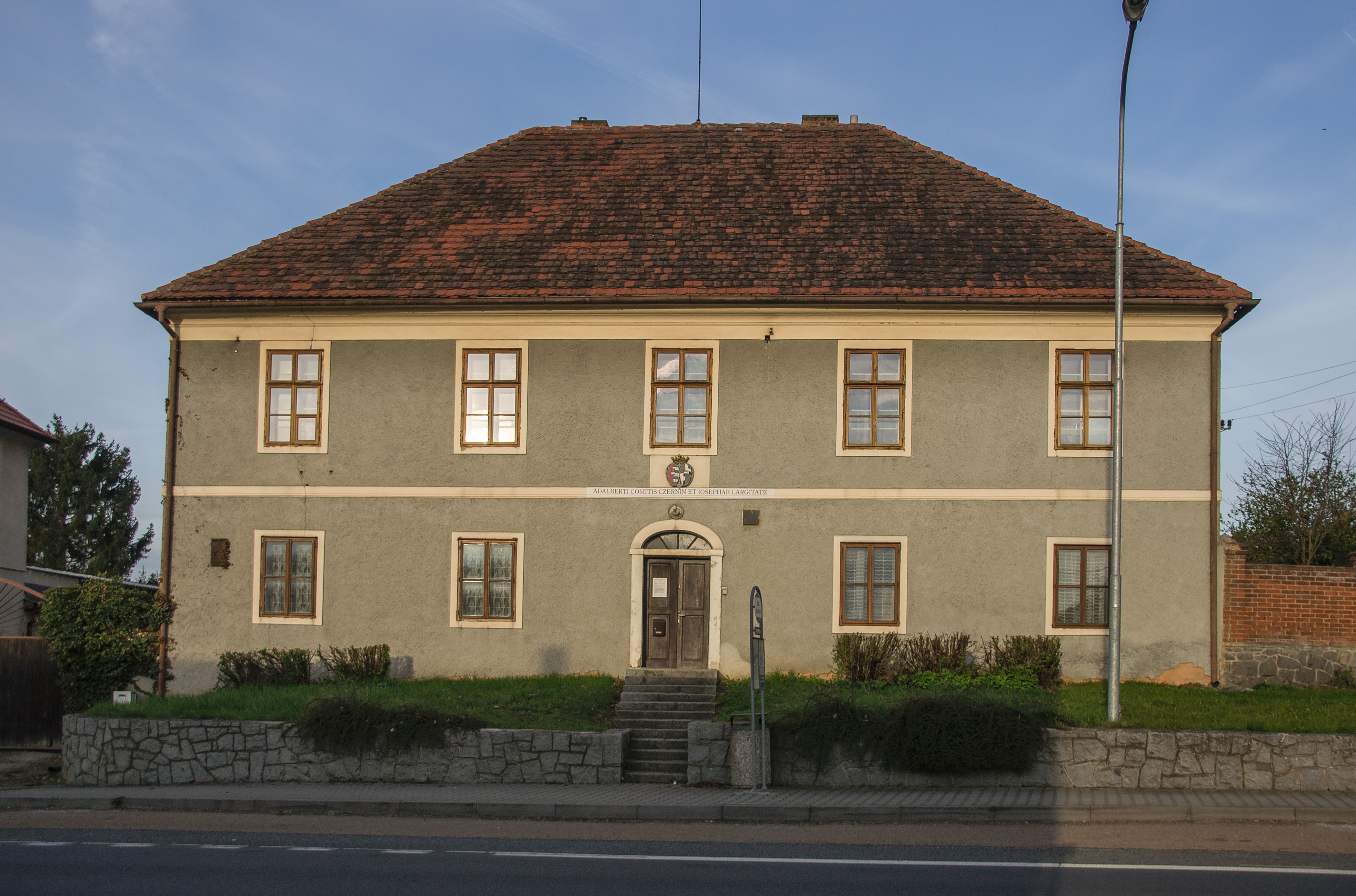
Empírová chválenická fara s aliančním znakem a chronogramem v průčelí

Od počátku 18. století byly Chválenice součástí spojeného šťáhlavsko-nebílovského panství v držení švihovské větve rodu Černínů z Chudenic. Chválenická farnost byla největší a nejvýznamnější na tomto panství. Heřman Jakub hrabě Černín z Chudenic pozval roku 1747 do Chválenic proslulého stavitele Kiliána Ignáce Dientzenhofera, který zde na místě starého kostela postavil nový, barokní chrám svatého Martina. Heřman Jakub Černín se stal štědrým mecenášem kostela a byl ve zdejší hrobce roku 1784 také pohřben. Zatímco Chválenice a Želčany byly součástí šťáhlavsko-nebílovského panství, Chouzovy patřily trvale k panství vlčtejnsko-hradišťskému.
Heřmanův syn, hrabě Jan Vojtěch Černín z Chudenic nechal na panství postavit lovecký zámek Kozel a rekonstruovat zámek v Nebílovech. Ve Chválenicích se významně finančně podílel na výstavbě empírové fary v roce 1806. Na jeho paměť byl nad vchodem do fary umístěn alianční znak Vojtěcha a jeho první manželky Marie Terezie Josefy z Thunu-Hohensteinu. Bezdětný pár nechal vybudovat novou rodinnou pohřební kapli ve Šťáhlavech.

### V majetku rodiny Valdštejnových
Po Vojtěchově smrti přešlo panství do rukou Valdštejnů-Wartenbergů. Za prvního z Valdštejnů, Kristiána, byla ve Chválenicích postavena dnešní klasicistní budova školy. Za valdštejnského panství byla v letech 1848–1850 zrušena za náhradu robota a roku 1912 se odehrál požár chválenického kostela svatého Martina. V letech 1914–1918 proběhla první světová válka spojená s rekvizicí nejstarších chválenických zvonů z dílen klatovského zvonaře Štěpána Pricqueye a plzeňského zvonaře Pernera z let 1658 a 1739. Nové zvony Václav a Martin byly na věž chválenického kostela vráceny v roce 1932, ale již o deset let později byly rekvírovány pro potřeby nacistické moci. V roce 1945 končí Valdštejnové jako majitelé šťáhlavského velkostatku. Poslední z nich byl pohřben do rodinné hrobky ve Šťáhlavech v roce 1954.

### První republika a nacistická okupace
Obec byla elektrifikována v roce 1923. Do obce byl zaveden rozhlas a první autobusová linka vedoucí ze Střížovic. Pravidelné autobusové spojení do Plzně však zajistil až plzeňský autodopravce Sýkora, který si ve Chválenicích postavil garáže pro své autobusy a obytný dům, „Sýkorovnu“. Ve Chválenicích působily mezi válkami dva hostince, Nolčova výrobna sýrů, smíšené zboží s benzinovou pumpou u Tomanů, řeznictví či židovský koloniál U Tanzerů. U Tanzerů byl od třicátých let také výčep vína. Existovala zde kovárna, záložna Kampelička, holičství a řada dalších živností. V době velké hospodářské krize pomáhalo zaměstnanosti ve Chválenicích otevření lomu pod Farskou skálou. Většina obyvatel se však věnovala práci v zemědělství nebo dojížděla za prací do Plzně. Ve Chválenicích a okolních obcích působila celá řada společenských organizací – Sokolové, sociálně demokratická Dělnická tělovýchovná jednota, agrární Selská jízda, hasiči i ochotníci. V obci působili mladí skauti a později i woodcrafteři.
Nacistická okupace se dotkla několika chválenických rodin. V první řadě šlo o židovskou rodinu obchodníka Šimona Tanzera. Zatímco Šimon Tanzer a jeho syn Leo Tanzer zemřeli v průběhu let 1940–1941, stařičká obchodnice Rosa Tanzerová s dcerami Arnoštkou, Klárou a Elsou byly deportovány do koncentračních táborů, kde všechny během roku 1942 zahynuly. V květnu 1943 byl gestapem zatčen také chválenický řídící učitel Benedikt Brejcha a zbytek války strávil v nacistických koncentračních táborech.
V roce 1945 byly Chválenice, stejně jako celá Československá republika osvobozeny. Na 6. května 1945 připadla tradiční svatovojtěšská pouť, která toho roku byla zrušena. Napečenými koláči byli 7. května 1945 vítáni američtí vojáci, kteří do vsi dorazili. 13. května 1945 se k Chválenicím přiblížili i vojáci Rudé armády. 18. května 1945 byla vytyčena konečná demarkační linie, a to středem toku řeky Úslavy v Nezvěsticích. Demarkační linie se tak nacházela uprostřed vsi Nezvěstice, na dnešním mostě Osvobození, tři kilometry od Chválenic a Želčan.

### Proměny obce po druhé světové válce

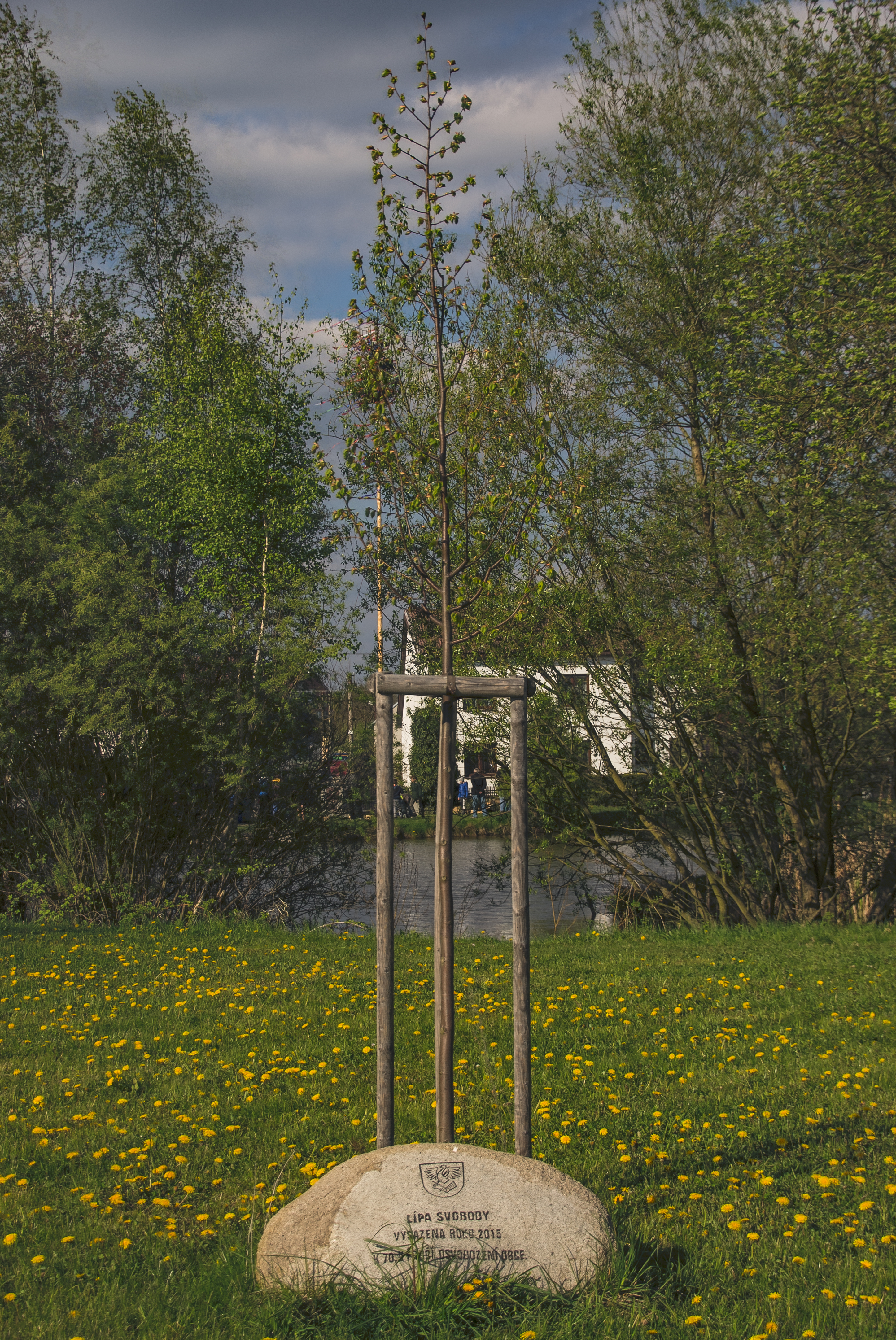
Chválenická lípa Svobody na jaře 2017

Po druhé světové válce pokračovala modernizace vsi. V roce 1947 byl do obce zaveden telefon a mezi Chválenicemi a Želčany byl otevřen nový hřbitov pro Chválenice, Želčany a Chouzovy. Od padesátých let si lidé v obci začali pořizovat televizní přijímače. Proměny vsi se dotkl pochopitelně i politický převrat z roku 1948.
Ve všech třech vsích byla během padesátých let zřízena jednotná zemědělská družstva a došlo i k vystěhování tzv. kulaků. Ve Chválenicích šlo o rodinu sedláka Přibíka z čp. 11 na návsi. Především ve Chválenicích setrvalo v odporu proti JZD do roku 1960 osmnáct sedláků. Během první poloviny šedesátých let byli nátlakem přesvědčeni ke vstupu nebo návratu do JZD a v roce 1968 soukromě hospodařili pouze tři sedláci. Poslední sedlák v Želčanech zanechal své soukromé živnosti v roce 1974. Ve stejném roce byly Chválenice, Želčany a Chouzovy sloučeny v jednu obec.
Během poválečného období byla ve Chválenicích zřízena samostatná pošta a na místě někdejšího hostince U Kašparů prodejna průmyslového zboží, později samoobsluha smíšeného zboží. V průběhu šedesátých až osmdesátých let byla vybudována restaurace a kulturní dům s ubytovnou Na Radosti, moderní samoobsluha potravin a vybudována byla i dnešní budova obecního úřadu. V osmdesátých letech byly na severním okraji obce vybudovány bytovky zaměstnanců JZD a celé ulice rodinných domků.
Místo zrušených prvorepublikových spolků vyvíjely v obci činnost nové organizace – svaz požární ochrany, TJ Sokol Chválenice, Svazarm, svaz chovatelů a myslivecké sdružení "Skála". Pod hlavičkou těchto organizací byly pořádány rozmanité akce sportovního a kulturního charakteru. Tradici v obci mělo divadlo a akce pro děti. V poválečném období působil ve Chválenicích šikovný kronikář Josef Boehm, díky jehož píli byla chválenická kronika vyhlášena v roce 1975 Kronikou roku, když porazila všechny ostatní soutěžící kroniky z ČSSR. V obci krátce působil také Vlastivědný spolek pro Chválenice a okolí.

### Vývoj obce po roce 1989
Po roce 1989 došlo k zániku místního JZD a v obci začala působit celá řada větších či menších firem. Dobré jméno Chválenic v této době šíří především družstvo chválenických hasiček a želčanských hasičů. Jméno Chválenic je v současnosti známé i díky úspěchům chovatelů drobného zvířectva. O kulturní život v obci se stará několik spolků a organizací. Ve vsi Chválenice jde především o Český svaz žen Chválenice, Římskokatolickou farnost Starý Plzenec a Sportovně-kulturní klub (SKK) Chválenice. V Želčanech a Chouzovech se věnuje kulturní činnosti Sbor dobrovolních hasičů Želčany. V Chouzovech navíc působí Ulita na statku, která se věnuje práci s autistickými dětmi.
Nové rodinné domky byly po roce 2000 postaveny na západním okraji Chválenic a v menší míře i na dalších místech Chválenic, Želčan a Chouzov. V roce 2013 se podařilo po dlouhých sedmdesáti letech instalovat na věž kostela svatého Martina nové zvony Václav a Martin. Nahradily tak zvony zrekvírované ve válečných letech 1916, 1918 a 1942. Dne 17. října 2015 byla při příležitosti srazu občanů a rodáků obce ve Chválenicích při příležitosti 70. výročí osvobození od nacismu, 740. výročí první zmínky o Chválenicích a 635. výročí první zmínky o Želčanech a Chouzovech vysazena lípa Svobody.

## Obyvatelstvo
| Rok            | 1869 | 1880 | 1890 | 1900 | 1910 | 1921 | 1930 | 1950 | 1961 | 1970 | 1980 | 1991 | 2001 | 2011 | 2021 |
| -------------- | ---- | ---- | ---- | ---- | ---- | ---- | ---- | ---- | ---- | ---- | ---- | ---- | ---- | ---- | ---- |
| Počet obyvatel | 679  | 691  | 670  | 684  | 686  | 699  | 742  | 589  | 570  | 488  | 486  | 510  | 521  | 658  | 765  |
| Počet domů     | 104  | 114  | 116  | 117  | 122  | 125  | 141  | 149  | 143  | 127  | 138  | 161  | 179  | 222  | 257  |

## Obecní správa

### Části obce
- Chválenice
- Chouzovy
- Želčany

V letech 1850–1899 k obci patřil i Nebílovský Borek.

### Obecní symboly
Znak a vlajka byly obci uděleny rozhodnutím předsedy Poslanecké sněmovny Parlamentu České republiky dne 24. listopadu 2014.

## Pamětihodnosti
- Kostel svatého Martina: vrcholné dílo Kiliána Ignáce Dientzenhofera z let 1747–1853 s hrobkou zakladatele a patrona Heřmana Jakuba hraběte Černína z Chudenic (1706–1784): V kostele se nachází několik pozůstatků z původního chválenického kostela svatého Martina: pohřební štít Kryštofa Karla Kokořovce z Kokořova, na Nebílovech a ve Žluticích (z roku 1636) či gotická a renesanční křtitelnice
- Klasicistní fara z roku 1806: nad vchodem je umístěn alianční znak Jana Vojtěcha Prokopa hraběte Černína z Chudenic (1746–1816) a jeho první manželky Marie Josefy hraběnky z Thunu a Hohensteinu spolu s chronogramem ve znění ADALBERTI COMITIS CZERNIN ET IOSEPHAE LARGITATE
- Cholerový hřbitov z roku 1832: mírně zvlněný terén s křížkem na severním okraji obce

## Osobnosti

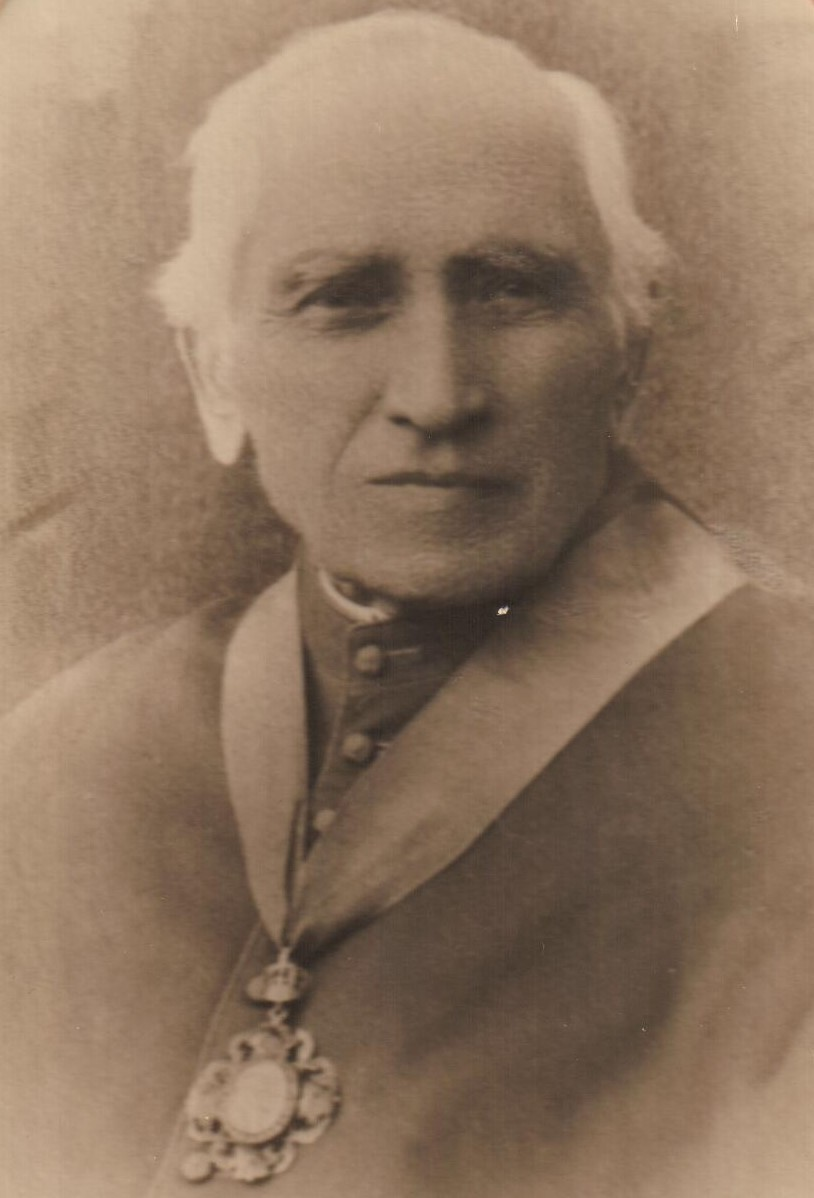
Chválenický farář, blovický okresní starosta, rokycanský vikář a staroboleslavský nesídelní kanovník Josef Vendelín Tangl kolem roku 1900

Historie Chválenic a Želčan je spojena s několika významnými osobnostmi a rody. V první řadě se jedná o rokycanského vikáře a čestného kanovníka staroboleslavské kapituly P. Josefa Tangla, který byl v letech 1850–1910 postupně chválenickým kaplanem a farářem. Jako blovický okresní starosta a rokycanský vikář měl mimořádný význam pro celý region.
Z Chválenic pocházela také rodina Jeho eminence Karla kardinála Kašpara, pražského arcibiskupa z období meziválečné republiky a prvních let nacistické okupace. Ve Chválenicích se narodil otec Karla Kašpara, mirošovský a křimický učitel Jan Kašpar.
Zvláštní pozornost si zasluhuje také rodina Němcova. Z této rodiny pocházeli postupně hudebník František Němec (1825–1892), kněz Bohumil Němec (1868–1931) a středoškolský učitel Miroslav Němec (1917–1999). František Němec, absolvent pražské konzervatoře a profesor hudby na stejné škole, byl významným houslistou, dirigentem a hudebním skladatelem. Od roku 1852 do své smrti v roce 1892 působil v ukrajinském Charkově, kde byl také v letech 1864–1866 ředitelem místní pobočky Ruské hudební společnosti. Františkův nevlastní bratr Bohumil Němec odešel v roce 1890 do Gorice v tehdejším Rakouském Přímoří, kde vstoupil do kněžského semináře. V letech 1894 působil na území dnešního Slovinska jako kněz. Po první světové se dostal do sporu s italským fašistickým režimem a po tvrdém výslechu na policii v roce 1931 zemřel. Bohumilův synovec Miroslav Němec byl hluboce věřícím člověkem. Věnoval se vlastivědnému bádán na jižním Plzeňsku, byl amatérským archeologem a etnografem. Společně s přítelem JUDr. Fortunátem Tomanem byl organizátorem woodcrafterského hnutí v obci (kmen Delawarů) a zakladatelem Vlastivědného spolku pro Chválenice a okolí při blovickém muzeu. Miroslav Němec byl v padesátých a šedesátých letech dvakrát vězněn komunistickým režimem.
Zmínku zasluhuje také učitelská rodina Breychových, jejíž nejstarší člen, Matěj Breycha, přišel do obce počátkem 19. století. Breychové stáli v čele chválenické školy až do roku 1963, kdy zemřel poslední řídící učitel Benedikt Brejcha.